# Khenpo Sodargye
Khenpo Sodargye (Kham, 1962) è un monaco buddhista tibetano.
È diventato monaco nel 1985 presso l'Istituto Buddhista Larung - la più grande accademia buddhista di questo tipo nel mondo contemporaneo.
Nel suo percorso di studio e di crescita è stato seguito dal Venerando Khenchen Jigme Phuntsok Rinpoche, considerato uno dei principali maestri della sua generazione.
Khenpo Sodargye ha ricevuto sia i profondi insegnamenti tradizionali teorici filosofici che l'intero corpo di trasmissioni tantriche del buddhismo tibetano;successivamente gli è stato affidato il compito di gestire l'Istituto Larung, dove è divenuto uno dei principali insegnanti. 
Nel corso degli anni Khenpo Sodargye ha dato il proprio supporto al Maestro Jigme Phuntsok Rinpoche svolgendo il ruolo di interprete e insegnante dei precetti buddhisti per i monaci cinesi dell'Istituto.
Khenpo Sodargye è diventato uno dei più eminenti maestri buddhisti contemporanei. Ha rivestito il ruolo di lama tibetana, di studioso e docente buddhista, di traduttore prolifico tibetano-cinese, di pensatore buddhista moderno. È conosciuto sia in oriente che in occidente per la sua abilità di integrazione fra gli insegnamenti buddhisti tradizionali e le problematiche globali nella vita moderna.
Ha tenuto numerose conferenze in tutta la Cina, nelle zone orientali, settentrionali e nel sud-est dell’Asia,  in Australia, in Nuova Zelanda, in Europa e Nord America.  Di recente ha tenuto conferenze in numerose università prestigiose quali l’Università di Pechino, Tsinghua, Harvard, Columbia, Yale, Princeton, Stanford, Toronto, McGill, Auckland, Melbourne, National University of Singapore, National Taiwan University, University of Hong Kong e University of Gottingen.
Khenpo ha detto più di una volta: "Non so quanto durerà la vita, ma fino a quando avrò un respiro, anche qualora ci fosse uno e un solo ascoltatore,  mi impegnerò affinché lui possa beneficiare degli insegnamenti di Dharma".

## Pubblicazioni recenti
- Vivere con le sofferenze[13]
- Il fare è l'ottenere[14]
- Crudeltà è la gioventù[15]
- Tagliare – I commenti sul Sutra del Diamante[16]
- Sempre presente[17][18]
- Tutto ciò che chiedi[19]